# Dilga Corona
Dilga Corona est une corona, formation géologique en forme de couronne, située sur la planète Vénus par -18,7° S et 250,4° E. Elle est localisée dans le quadrangle de Galindo. Elle a été nommée en référence à Dilga, déesse Karadjeri de la terre (nord-ouest de l'Australie) . 

## Géographie et géologie
Dilga Corona couvre une surface circulaire d'environ 220 km de diamètre. 